# 出川己代造
出川 己代造（でがわ　みよぞう、1917年9月27日 - 2000年5月28日）は、日本レース・倶楽部所属の元騎手、船橋競馬場所属の調教師・元騎手である。戦前は現在の中央競馬の前身のひとつである日本レース・倶楽部で騎手となり、戦後は地方競馬の船橋競馬場で調教師として長年に渡って活躍した。長男の出川龍一・次男出川博史・三男出川克己も船橋競馬場で調教師を開業している。

## 経歴
埼玉県本庄市出身。父が地方競馬のスターターをしていた関係で、1932年に林義和一門・川崎敬次郎の元へ騎手見習いとして入門する。同厩舎には兄弟子にのちにカブラヤオーを管理した茂木為二郎、弟弟子では森末ノ助、谷八郎らがいた。
第二次世界大戦中は召集を受け、戦後は5年間にわたるシベリア抑留を経験している。帰国後は結婚した妻との「競馬の仕事はしない」との約束からいったんは運送業に従事したが成功せず、1951年より船橋競馬場の谷口源吾厩舎から騎手として再出発。同年には調教師として厩舎を開業した。春の鞍・秋の鞍を制したダイニコトブキ・ダイサンコトブキやフジプリンスを筆頭に管理馬は重賞競走に滅法強く、一時は「重賞レース魔」の異名まで取った。また北海道から牧場主の紹介を受け、のちの6000勝ジョッキー・石崎隆之を弟子にしている。65歳となった1983年以降は馬房数が10個に制限されたが、それ以降も毎年リーディング上位に顔をみせていた。
1972年から1976年にかけては千葉県調教師会会長を務めている。1993年、長年の調教師としての功績と厩舎制度の近代化など、馬事関係者の社会的地位の向上に貢献したことにより、農林功労者として千葉県知事より表彰を受けた。その後も1997年のNARグランプリ特別賞と日本プロスポーツ大賞特別功労賞を受賞し、1999年には黄綬褒章を受章している。
2000年、黄綬褒章記念祝賀会の席上で引退を発表すると、同年3月31日付で調教師を勇退。その直後の2000年5月28日に死去した。

## エピソード
- 東京ダービーは通算5勝を挙げているが、これは2014年現在同じ船橋の川島正行調教師と並ぶ歴代最多記録である[10]。
- 「強くなくても馬は一緒。自分が育てた馬は、どんな馬でも可愛い」との理由から、管理馬が出走する場合は必ずコースの一番近い所から見るようにしていた[11]。このため、最晩年はコースの柵の外側から身を乗り出して双眼鏡で管理馬の様子を眺めては警備員に注意されるのがおなじみの光景になっていた。
- 当時の南関東最強馬として知られたアマゾンオペラを管理していた1990年代半ば、南関東所属馬を始めとする地方競馬所属馬の中央競馬所属馬に対する劣勢に対して「中央と地方はプロ野球でいえばセとパ。ファームや二軍じゃないんだから。またいい時代は来るさ。坂道だプールだと言ったって、結局人間の気持ちが馬を走らせる。昔は東京ダービー馬は日本ダービーだって悪くも3着くらいには頑張ったもんだ」と、日刊競馬記者の吉川彰彦に述べている[12]。

## 代表管理馬
- ダイニコトブキ（春の鞍・秋の鞍・大井盃）
- ダイサンコトブキ（春の鞍・秋の鞍・大井盃）
- セルコール（春の鞍・全日本三歳優駿・開設記念（浦和））
- ダイサンセルコール（ゴールドカップ・開設記念（浦和））
- ゲイリング（開設記念(川崎)・ダイオライト記念）
- ホワールウインド（アラブ王冠賞）
- ダイハードコトブキ（羽田盃・NTV盃）
- フジプリンス（東京ダービー・東京大賞典・羽田盃）
- ダイシンシラユキ（東京ダービー）
- ハセノトライアン（全日本三歳優駿・戸塚記念）
- ヘラヨシオー（ターフチャンピオンシップ）
- パワーシャレード（ロジータ記念・エンプレス杯）
- アマゾンオペラ（グランドチャンピオン2000・川崎記念・マイルグランプリ）
- オペラハット（東京王冠賞）